# Omalocephala
Omalocephala es un género de insectos hemípteros de la familia Fulgoridae.

## Especies
- Omalocephala cincta (Fabricius, 1803)
- Omalocephala festiva (Fabricius, 1781)
- Omalocephala intermedia (Bolívar, 1879)